# El Manzano
El Manzano là một đô thị tại tỉnh Salamanca, phía tây Tây Ban Nha, cộng đồng tự trị Castile-Leon. Đô thị này có cự ly 65 kilômét so với thành phố tỉnh lỵ Salamanca và có dân số 103 người.
Đô thị này có diện tích 36,72 km².
Đô thị này nằm ở khu vực có độ cao 779 mét trên mực nước biển.
Mã số bưu chính là 37171.